# 3-й Добрынинский переулок
3-й Добры́нинский переу́лок — улица в центре Москвы на Якиманке между 1-м Добрынинским переулком и Мытной улицей.

## История
До 1952 года Добрынинские переулки назывались Коровьими (под теми же порядковыми номерами). В конце XVIII века в этом районе находился Животинный или Скотопрогонный двор, на котором продавались главным образом коровы. Современное название переулки получили по Добрынинской площади (сейчас Серпуховская площадь).

## Описание
3-й Добрынинский переулок начинается от 1-го Добрынинского проходит на запад параллельно внешней стороне Садового кольца (Коровьему Валу), слева к нему примыкает  2-й Добрынинский переулок, выходит на Мытную улицу.

## Здания и сооружения
По нечётной стороне:
- № 3/5, строение 2 —  клиника пластической хирургии и косметологии «Сан Лазар»;

По чётной стороне: